# 阿部勝雄
阿部 勝雄（あべ かつお、1891年4月18日 - 1948年5月26日）は、日本の海軍軍人。最終階級は海軍中将。

## 経歴
岩手県西磐井郡厳美村（現在の一関市厳美町）で村長・阿部雄七とその妻てふの二男として生れる。旧制一関中学校を経て、1912年7月、海軍兵学校（40期）を卒業し、翌年12月、海軍少尉任官。1919年11月、海軍砲術学校高等科を卒業し、「磯風」砲術長、第2艦隊参謀、砲術学校教官などを経て、1924年11月、海軍大学校（甲種22期）を次席で卒業した。
「長門」副砲長兼分隊長、アメリカ駐在、海軍省軍務局第1課局員、第2艦隊参謀、海大教官、第3艦隊参謀、海大教官、軍務局第1課長、第2回ロンドン軍縮会議全権随員、「多摩」「龍驤」「加賀」の各艦長、軍令部第3部長などを歴任し、1938年11月、海軍少将に進級。
欧米出張、軍務局長、海軍省兼軍令部出仕、1940年11月から三国同盟軍事専門委員としてドイツに駐在し、太平洋戦争期には欧州勤務であった。1942年11月、海軍中将となった。さらにイタリア大使館付武官を兼務したが、1945年5月、ドイツ降伏が確実となったためスウェーデンに移駐し終戦を迎えた。1946年3月、予備役に編入され帰国した。
1947年（昭和22年）11月28日、公職追放仮指定を受けた。

## 逸話
阿部がベルリンを脱出する直前の4月15日、ドイツの崩壊を見越し東京の軍令部は「残存するドイツ潜水艦をできるだけ多く日本に回航するようドイツ海軍に要請し、その実現に努力せよ」との緊急電報を発信した。海軍総司令官カール・デーニッツ元帥は燃料不足を理由にドイツ潜水艦隊の日本回航を拒絶した。阿部が最終的な拒否回答を受けたのは4月20日午前11時30分であった。

## 栄典
位階
- 1914年（大正3年）1月30日 - 正八位[3]
- 1916年（大正5年）1月21日 - 従七位[4]
- 1919年（大正8年）1月10日 - 正七位[5]
- 1932年（昭和7年）12月28日 - 従五位[6]

勲章
- 1941年（昭和16年）11月11日  - 勲二等瑞宝章[7]

外国勲章佩用允許
- 1943年（昭和18年）12月10日 - ドイツ国：ドイツ鷲勲章大十字章[8]
- 1944年（昭和19年）6月23日 - 満州国国勢調査紀念章[9]

## 親族
- 義父 江藤鋪（陸軍少将）